# David-Maurice de Barrau de Muratel (1821-1899)
Pour les articles homonymes, voir David Maurice de Barrau de Muratel.
David-Maurice de Barrau de Muratel (1821-1899) est un homme politique français du XIXe siècle.

## Biographie
Membre protestant de la famille de Barrau de Muratel, David-Maurice de Barrau de Muratel nait à Castres le 27 avril 1821. Après ses études, il devient attaché d'ambassade à Turin et à Berlin (de 1843 à 1848). En 1848, il épouse à Paris une militante féministe, Caroline Coulomb, dont il aura trois enfants, Amélie (1858-1919), Émile-Maurice Alexis (1859-1941) et Jean-François (1861-1934).
À la suite de cela, il déménage à Viviers-les-Montagnes, dans son département natal du Tarn, habitant un vaste domaine, et devient maire de la ville de 1863 à 1878. Il occupe aussi tour à tour différentes fonctions, telles que vice-président du Conseil général du Tarn. À partir de 1856, il est vice-président de la Société littéraire et scientifique de Castres, avec Anacharsis Combes pour président.
Officier d'Académie en 1878, il habite Paris vers 1880 et est fait chevalier de la Légion d'honneur le 11 juillet 1882. Cette même année, il intègre la Société française de physique. Il est aussi ornithologue, ainsi que membre de la Société de géographie.
Il meurt  à Viviers-lès-Montagnes, le 23 juin 1899.